# Бубенчиков, Фёдор Васильевич
Фёдор Васильевич Бубенчиков (1922—2009) — советский военачальник, генерал-лейтенант, начальник Штаба ВВ МВД СССР.

## Биография
В 1938 году после окончания школы, был призван в РККА и попал в Новосибирскую школу младших авиационных специалистов, из которой его 30 июня 1941 года направили в Барнаульское пехотное училище, откуда лейтенантом и прибыл в апреле 1942 года на Западный фронт.
В 1942 году назначен командиром роты. В 1943 году окончил курсы усовершенствования офицерского состава и воевал на Белорусском фронте командиром роты, батальона и 280 отдельной штрафной роты в 718 сп 139 сд 121 ск 49 Армии 2 Белорусского фронта.
В 1943 году награждён орденом Александра Невского
В марте 1945 года в бою под Данцигом получил тяжелейшее ранение в голову, несколько месяцев провёл в госпиталях.
С 1945 года — во ВВ МВД СССР, последовательно командовал ротой, батальоном.
С 1958 года после окончания Военного института КГБ при Совете министров СССР последовательно занимал должности: командира полка, дивизии.
С сентября 1967 до 1974 года возглавлял Орджоникидзевское Краснознамённое военное училище внутренних войск МВД СССР им. С. М. Кирова.
В 1979 году был назначен первым заместителем начальника штаба, а затем первым заместителем командующего ВВ МВД СССР — начальником штаба внутренних войск МВД СССР.
В 1982 году был в командировке в Афганистане, возглавлял группу наблюдателей.
В 1986 году руководил действиями ВВ МВД на Чернобыльской АЭС, за что и был впоследствии в 1995 году удостоен ордена Мужества.
С 1990 года в отставке, возглавлял ветеранскую организацию Главного командования ВВ МВД России.
Умер 14 марта 2009 года, похоронен на Троекуровском кладбище.